# Araeoncus gertschi
Araeoncus gertschi är en spindelart som beskrevs av Lodovico di Caporiacco 1949. Araeoncus gertschi ingår i släktet Araeoncus och familjen täckvävarspindlar.
Artens utbredningsområde är Kenya. Inga underarter finns listade i Catalogue of Life.